# Абдулає Траоре
Абдулає Траоре (фр. Abdoulaye Traoré, нар. 4 березня 1967, Абіджан), також відомий як Бен Баді (фр. Ben Badi) — івуарійський футболіст, що грав на позиції нападника. Виступав за національну збірну Кот-д'Івуару, у складі якої став володарем Кубка африканських націй.

## Клубна кар'єра
Народився 4 березня 1967 року в місті Абіджан. У дитинстві Траоре грав у вуличний футбол. Тут його помітили скаути з клубу «Стелла д'Аджаме» з рідного міста, де він згодом виступав з 1983 по 1984 рік. У 1985 році Траоре перейшов в інший столичний клуб, «АСЕК Мімозас». За цей клуб Абдулай виступав протягом шести місяців, поки не відправився до Європи, підписавши контракт з французьким «Мецом».
У наступному, 1986 році, Траоре переїхав до Португалії, підписавши контракт з клубом «Брага» Дебют Абдулая в чемпіонаті Португалії відбувся 7 вересня 1986 року в матчі проти клубу «Ріу Аве», який закінчився з рахунком 2:1 на користь футболістів з Браги. У першій половині сезону 1986/87 головний тренер «Спортинга» Умберту Коелью шість разів випустив на поле Траоре, в основному як заміну Серхіо Сауседо. У другій половині цього сезону, нападник на поле не вийшов жодного разу. Наслідком цього стало те, що Траоре знову повернувся до Франції, встигнувши з 1987 по 1988 рік пограти за два французьких клуби, якими стали «Сет» і «Тулон». У 1988 році нападник перейшов в клуб «Авіньйон Фут», за який згодом виступав протягом двох років.
Після цього Траоре вирішив повернутися на Батьківщину, підписавши контракт з одним зі своїх колишніх клубів, яким став «АСЕК Мімозас». З цим клубом Абдулає шість разів став чемпіоном Кот-д'Івуару в 1990, 1991, 1992, 1993, 1994 і 1995 роках, а також двічі володарем національного кубка в 1990 і 1995 роках. Траоре дуже швидко став улюбленцем уболівальників клубу, особливо в 1992 і 1994 роках, коли нападнику вдалося стати найкращим бомбардиром івуарійської першості. Найкращим періодом у своїй професійній кар'єрі, сам футболіст називає свої виступи за «Мімозас», а особливо той період, коли клуб зустрівся у чвертьфіналі Кубка африканських чемпіонів 1992 року зустрітися з ганським клубом «Асанте Котоко». У першому матчі, який пройшов в Абіджані, «АСЕК Мімозас» програв з рахунком 1:2. В другому гостьовому матчі вже перемогли івуарійці, здолавши «Асанте Котоко» з рахунком 3:2 і вийшли у півфінал турніру. У тому матчі Траоре оформив дубль, і отримав похвалу від головного тренера клубу Філіпом Труссьє.
У 1995 році Абдулай Траоре переїхав в Саудівську Аравію, підписавши контракт з клубом «Аль-Оруба» (Ель-Джауф), за який виступав аж до завершення професійної кар'єри.

## Виступи за збірну
1984 року дебютував в офіційних матчах у складі національної збірної Кот-д'Івуару. У цьому ж році нападник брав участь у кількох матчах збірної в рамках відбіркового турніру до чемпіонату світу 1986 року.
У 1986 році Траоре разом зі збірною взяв участь у Кубку африканських націй 1986 року в Єгипті, за результатами якого збірна Кот-д'Івуару посіла третє місце на турнірі, а Абдулає з трьома голами став другим бомбардиром на турнірі після Роже Мілла, який в цьому змаганні забив 4 м'ячі.
У 1988 році головний тренер збірної Кот-д'Івуару Жан-П'єр Геде включив Траоре в заявку на наступний Кубок африканських націй 1988 року у Марокко]], за результатами якого команда нападника вилетіла зі змагання ще на груповому етапі і посіла третє місце в групі, тричі зігравши внічию з Алжиром (1:1), Заїром (1:1) і Марокко (0:0). Єдиним, хто забив голи за івуаріців став саме Абдулає Траоре, який з двома м'ячами став найкращим бомбардиром турніру поряд з Лахдаром Беллумі, Гамалем Абделем Ель Хамідом і Роже Мілла, які теж забили по 2 м'ячі в змаганні.
Нападник, разом зі збірною, взяв участь і в [Кубок африканських націй з футболу 1990|Кубка африканських націй 1990 року]], який проходив в Алжирі. Незважаючи на перемогу в першому матчі групового етапу над збірною Єгипту з рахунком 3:1, в якому Траоре оформив дубль, два інших матчі проти збірних Алжиру (0:3) і Нігерії (0:1) збірна Кот-д'Івуару програла, у підсумку зайнявши лише третє місце в групі. Абдулає пропустив матч проти збірної Нігерії, оскільки у матчі проти збірної Алжиру отримав червону картку.
У 1992 році Абдулає взяв участь у переможному для збірної Кот-д'Івуару Кубка африканських націй 1992 року, який проходив у Сенегалі. У групі C, що складалась з трьох команд, збірна Абдулає спочатку з рахунком 3:0 обіграла збірну Алжиру, причому один з голів забив Траоре. Потім івуарійці з рахунком 0:0 зіграли внічию зі збірною Республіки Конго, забезпечивши тим самим собі перше місце в групі. У чвертьфіналі збірна Кот-д'Івуару з рахунком 1:0 здолала збірну Замбії і вийшла в півфіналі на збірну Камеруну. Основний і додатковий час матчу проти камерунців завершився з рахунком 0:0 і доля виходу у фінал вирішувалася в серії післяматчевих пенальті, в якій сильніше виявилися івуарійці, здолавши збірну Камеруну з рахунком 3:1. Переможний гол з пенальті забив Абдулає Траоре. У фіналі турніру, який пройшов 26 січня 1992 року, збірній Кот-д'Івуару протистояла Збірна Гани. В цілому, повторилася точно така ж історія, яка була і в півфіналі. Основний і додатковий час матчу завершився з рахунком 0:0, а Траоре був замінений головним тренером Єо Мартіалем на 101-й хвилині на півзахисника Люсьєна Кассі-Куадіо. Доля трофею вирішувалася в серії післяматчевих пенальті, сильніше в якій з рекордним рахунком 11:10 виявилися івуарійці і вперше в історії стали переможцями Кубка африканських націй. Слід зазначити, що збірна Кот-д'Івуару на даному турнірі не пропустила жодного м'яча у свої ворота в основний і додатковий час матчів, а виняток становили лише дві серії пенальті.
В цьому ж 1992 році Траоре, разом зі збірною, взяв участь у Кубку Короля Фахда 1992, попередника Кубка конфедерацій. Всього в турнірі взяли участь 4 збірні команди, кожна з яких представляла окрему футбольну конфедерацію — збірна Кот-д'Івуару, збірна Аргентини, збірна США і господарка турніру збірна Саудівської Аравії. У півфіналі, який відбувся 16 жовтня 1992 року, івуаріцям протистояла збірна Аргентини, яка в результаті розгромила Кот-д'Івуар з рахунком 0:4. У матчі за третє місце проти збірної США, який відбувся 19 жовтня 1992 року, при рахунку 0:1, на 16-й хвилині Абдулає зрівняв рахунок у грі, але його збірній це не допомогло і вона в підсумку програла з рахунком 2:5, в результаті посівши останнє, четверте місце на турнірі.
У 1994 році Траоре взяв участь у Кубку африканських націй 1994 року, який проходив у Тунісі. У цьому змаганні збірній Кот-д'Івуару належало захищати титул чемпіонів Африки, чого їм не вдалося і вони зайняли лише третє місце на турнірі, а Абдулає забив лише один м'яч на турнірі — переможний гол у ворота збірної Гани у чвертьфінальному матчі.
Останнім великим турніром для Траоре став Кубок африканських націй 1996 року у ПАР. У заявку збірної Кот-д'Івуару Траоре потрапив завдяки французькому головному тренеру П'єру Племельдену, який дуже довіряв ветерану івуарійської збірної, для якого це вже був шостий континентальний турнір. Нападнику цього разу не вдалося забити жодного м'яча, а збірна Кот-д'Івуару в підсумку посіла третє місце в групі D і не вийшла в плей-оф. Після вкрай невдалого для івуарійців і Траоре турніру нападник зіграв ще лише одну гру за збірну у відборі на наступний чемпіонат світу проти ДР Конго (1:1), після чого вирішив завершити свої виступи за збірну. Всього протягом кар'єри у національній команді, яка тривала 13 років, провів у формі головної команди країни 88 матчів, забивши 50 голів.
У 2000 році Траоре брав участь у товариському матчі між збірною Європи і збірної Африки. За європейську збірну грали такі гравці, як Томас Равеллі, Гвідо Бухвальд, Франк Райкард і Мікаель Лаудруп. У команді африканців, разом з Траоре, були такі гравці, як Тома Н'Коно, Абеді Пеле, Роже Мілла і Карім Абдул Разак. Матч закінчився з рахунком 4:0 на користь збірної Європи.

## Титули і досягнення

### Командні
- Чемпіон Кот-д'Івуару (6): 1990, 1991, 1992, 1993, 1994, 1995
- Володар Кубка Кот-д'Івуару (2): 1990, 1995
- Володар Кубка африканських націй: 1992
- Бронзовий призер Кубка африканських націй (2): 1986, 1994

### Особисті
- Найкращий бомбардир чемпіонату Кот-д'Івуару (2): 1992 (11 голів), 1994 (9 голів)
- Найкращий бомбардир Кубка африканських націй: 1988 (2 голи)